# マルチ・キーボード
マルチ・キーボードとは、音楽(主にポピュラー音楽)におけるキーボードの演奏形態の一種。

## 定義
音楽(ステージ)演奏において、キーボード奏者が自分の周囲に複数のキーボードを配置し、演奏を行う状態を指す。

### 狭義
奏者の周囲に配置した各キーボードを、それぞれ独立した楽器とはみなさず、ひとつの楽器のシステムとして扱う演奏技法。任意の曲のアレンジに添って、その楽器の音が必要なパートが来たら、その音色が出る楽器の鍵盤に手を持っていき、必要な演奏を行うという、いわゆるクラシック音楽の交響曲における楽団の各パートの役割に相当するアレンジと演奏を、キーボード奏者だけでまかなう方法論。
狭義の方法論の代表的な奏者としてリック・ウェイクマン、日本においては小室哲哉などが挙げられる。

### 広義
複数のキーボードを配置／使用していれば「マルチ・キーボード」と呼称される場合がある。この場合、使用楽器とアレンジの関係は重要視されず、ある曲においてはピアノを演奏し、またある曲ではオルガンを演奏する、という具合に、曲ごとに必要な楽器を選択して演奏する形が一般的。ただし、その曲の中でも、主として選んだ楽器以外に、ある程度のアクセントとして、別のキーボードに手を移動させて演奏する場合がある。

## 参考資料
- エイプリル出版「ロック&キーボード」(1977年) 0073-10005-0661
- エイプリル出版「ロック&キーボード'79」(1978年) 0073-10020-0661